# Лубянский пассаж
Лубя́нский пасса́ж — крупное торговое здание в виде пассажа в центре Москвы. Занимал обширную территорию в квартале, ограниченном Лубянской площадью, Театральным проездом, Рождественкой, имел сквозной проход между Театральным проездом и Пушечной улицей. Снесён в начале 1950-х годов. Ныне на его месте находится Центральный детский магазин.

## История
В 1820 году обширный участок между Лубянской площадью, Театральным проездом, Рождественкой и Софийкой, выгоревший во время пожара 1812 года, приобрёл у Комиссии о строении Москвы князь А. А. Долгоруков и затем застроил двухэтажными зданиями для сдачи под торговлю и жильё. Центральное положение в квартале занимало двухэтажное с антресолью и подвалом здание, выходившее главным фасадом на площадь. Архитектурное оформление этого и других зданий было выдержано в формах ампира, характерных для послепожарной застройки города. Планировочная структура участка просуществовала без значительных изменений вплоть до 1880-х годов. В 1843 году восточная часть владения перешла московскому купцу И. В. Алексееву, наследникам которого принадлежала до 1912 года. По воспоминаниям писателя Ивана Белоусова, в одном из зданий Алексеевых до постройки пассажа помещался трактир Колгушкина, где по обыкновению встречались издатели с провинциальными писателями, офенями и распространителями книг.
В 1882 году потомственный почётный гражданин А. И. Алексеев решил провести коренную реконструкцию принадлежавшего ему торгового квартала. В 1882—1883 годах по проекту московского губернского архитектора А. Г. Вейденбаума во владении выстроили пассаж, получивший название Лубянский. Новое здание, поставленное вдоль границы соседнего участка, выходящего на Рождественку, соединяло Театральный проезд и Софийку, которая к тому времени стала одной из главных торговых улиц Москвы: справа на ней стоял связанный сквозным проходом с Кузнецким Мостом пассаж Попова, а её продолжением за Неглинной был Голицынский пассаж, другой стороной выходивший на Петровку.
Торжественное открытие пассажа состоялось 25 сентября 1883 года.
В Лубянском пассаже торговали мануфактурой, золотыми и серебряными изделиями, кондитерскими товарами, на втором этаже со стороны Лубянской площади работали трактиры и рестораны. В начале 1900-х годов в Лубянском пассаже размещались чайный магазин Перлова (владельца доходного дома на Мясницкой), магазин граммофонов «Репродуктор», многочисленные лавки готового платья, белья, шляп, кружевных товаров и галантереи.
В 1912 году пассаж приобрёл потомственный почётный гражданин Иван Матвеевич Грушин. После Октябрьской революции Лубянский пассаж национализировали. Во время НЭПа здание передали в аренду частному акционерному обществу, которое пересдавало его площади различным кооперативным организациям и предприятиям торговли. В пассаже также размещались Центральный книжный склад, московское отделение издательства «Прибой», работал кооперативный театр Центрального управления лесной промышленности (ЦУЛП) с залом на 200 мест, фойе и библиотекой, размещавшимися на втором этаже корпуса по Пушечной улице. Позднее здание занимали в основном конторы, а также несколько магазинов и популярный пивной бар.
В 1953 году Лубянский пассаж был снесён, и на его месте в 1954—1957 годах построен крупнейший в СССР детский универмаг «Детский мир» (с 2015 года — «Центральный детский магазин»). Изначально предполагали сохранить здание пассажа, реконструировав его и сделав частью «Детского мира», однако, как вспоминал руководитель авторского коллектива проектировщиков Алексей Душкин, детально обследовав Лубянский пассаж он «пришёл к выводу, что в этом нет смысла — надо строить новое здание на новом фундаменте с частичным использованием старых конструкций». В новое здание универмага фрагментарно включили сводчатые подвалы пассажа.

## Архитектура и оформление
Пассаж изначально имел две крытые стеклом продольные галереи (от Софийки до Театрального проезда) и одну поперечную, выходившую во двор. Вдоль галерей размещались квадратные в плане помещения магазинов, в каждом из которых была литая чугунная лестница на второй этаж. Лицевые корпуса, выходившие на Софийку и Театральный проезд, имели одинаковую насыщенную декоративную отделку в формах эклектики и были трёхэтажными, в отличие от других корпусов, имевших по два этажа и оформленных более просто. Первые два этажа по фасадам объединяли высокие арочные окна, оформленные архивольтом с замко́вым камнем в центре, по верху фасадов шёл гладкий антаблемент, завершавшийся карнизом с сухариками и металлическим ограждением на крыше, закреплённом на каменных столбах. Входы в галереи были выделены ризалитами с треугольными фронтонами и более широкими арками. Стены внутри здания были оформлены штукатурными филёнками, полы в галереях и коридорах вымощены лещадными плитами, в магазинах — покрыты дубовым паркетом, лестницы изготовлены из подольского камня.
Одновременно со строительством пассажа реконструировали здание на Лубянской площади: соединили его помещения проходами с галереями пассажа, выстроили трёхмаршевую лестницу на второй этаж и полностью перелицевали фасад, который получил в результате богатую декоративную отделку в формах эклектики. Два входа в здание оформили симметричными ризалитами с четырёхколонными портиками и балконами на столбах, в аттиках над ризалитами разместили барельефы герба владельца.
До конца XIX века в корпусах пассажа постоянно велись мелкие работы, в основном ремонтного характера. В 1885—1887 годах расширили окна первых этажей корпусов по Лубянской площади и Театральному проезду, превратив их в витрины, спустя несколько лет со стороны площади разобрали обветшавшие балконы. В 1900—1903 годах над зданием пассажа по проекту архитектора И. Г. Кондратенко возвели купол. В начале 1900-х годов перестроили корпус по Театральному проезду — увеличили его до трёх этажей, заменили деревянные перекрытия на своды Монье, устроили центральную лестницу, объединившую торговые помещения всех этажей, и изменили декоративную обработку фасада. В 1908 году в правой части корпуса по Лубянской площади вновь расширили окна, превратив их в витрины на высоту двух этажей.